# غياضة الشرقية
قرية غياضة الشرقية هي إحدى القرى التابعة لمركز ببا في محافظة بني سويف في جمهورية مصر العربية. حسب إحصاءات سنة 2006، بلغ إجمالي السكان في غياضة الشرقية 4140 نسمة، منهم 2078 رجل و2062 امرأة.